# Cathy Freeman
Catherine Astrid Salome Freeman (Mackay, 16 de febrero de 1973) es una atleta australiana de etnia aborigen, especialista en pruebas de velocidad y que fue campeona olímpica de los 400 m lisos en Sídney 2000.
Con solo 16 años integró el equipo australiano de relevos 4 x 100 m que ganó el oro en los Juegos de la Commonwealth en Auckland, Nueva Zelanda, en 1990.
Participó en los Juegos Olímpicos de Barcelona 1992, siendo la primera atleta aborigen en participar en unos Juegos.
Convertida ya en una de las mejores especialistas del mundo, en los Juegos Olímpicos de Atlanta 1996 ganó la medalla de plata en los 400 metros lisos por detrás de la francesa Marie-Jose Perec. En esta carrera hizo la mejor marca de su vida con 48,63, pero solo le permitió ser segunda.
En los años siguientes fue la gran dominadora de esta prueba. Ganó el oro en los mundiales de Atenas 1997 y Sevilla 1999.
El momento más importante de su carrera llegó en los Juegos Olímpicos de Sídney 2000, celebrados en su país. En la ceremonia de inauguración, fue la última portadora de la antorcha olímpica y la encargada de encender el pebetero del estadio.
En la final de los 400 m ganó la medalla de oro con una marca de 49,11, la mejor del mundo ese año, por delante de Lorraine Graham (49,58) y Katherine Merry (49,72).
Tras los Juegos se convirtió en una heroína nacional, y prácticamente se retiró del atletismo. Se tomó sabático en 2001, y aunque regresó en 2002, donde participó en los Juegos de la Commonwealth de Mánchester y en varias competiciones de segundo nivel. Ante lo discreto de sus últimos resultados, el 16 de julio de 2003 anunció en una rueda de prensa su retirada definitiva de las pistas.
Además de sus triunfos atléticos, Cathy Freeman es un icono del pueblo aborigen australiano. En diversas competiciones, tras ganar alguna prueba se paseaba envuelta en la bandera aborigen.

## Marcas personales
- 100 metros - 11,24 (Brisbane, 1994)
- 200 metros - 22,25 (Victoria, 1994)
- 400 metros - 48,63 (Atlanta, 1996)

## Palmarés
| Juegos Olímpicos                  | Juegos Olímpicos         | Juegos Olímpicos  | Juegos Olímpicos |
| Año                               | Lugar                    | Medalla           | Prueba           |
| --------------------------------- | ------------------------ | ----------------- | ---------------- |
| 1996                              | Atlanta (Estados Unidos) | Medalla de plata  | 400 metros       |
| 2000                              | Sídney (Australia)       | Medalla de oro    | 400 metros       |
| Campeonato del Mundo de Atletismo |                          |                   |                  |
| 1995                              | Gotemburgo (Suecia)      | Medalla de bronce | 4x400 metros     |
| 1997                              | Atenas (Grecia)          | Medalla de oro    | 400 metros       |
| 1999                              | Sevilla (España)         | Medalla de oro    | 400 metros       |
| Juegos de la Commonwealth         |                          |                   |                  |
| 1990                              | Auckland (Nueva Zelanda) | Medalla de oro    | 4x100 metros     |
| 1994                              | Victoria (Australia)     | Medalla de plata  | 4x100 metros     |
| 1994                              | Victoria (Australia)     | Medalla de oro    | 400 metros       |
| 1994                              | Victoria (Australia)     | Medalla de oro    | 200 metros       |
| 2002                              | Mánchester ()            | Medalla de oro    | 4x400 metros     |